# Цваліни-Дуже
Цваліни-Дуже (пол. Cwaliny Duże) — село в Польщі, у гміні Малий Плоцьк Кольненського повіту Підляського воєводства.
Населення — 124 особи (2011).
У 1975-1998 роках село належало до Ломжинського воєводства.

## Демографія
Демографічна структура станом на 31 березня 2011 року:
|          | Загалом | Допрацездатний вік | Працездатний вік | Постпрацездатний вік |
| -------- | ------- | ------------------ | ---------------- | -------------------- |
| Чоловіки | 58      | 14                 | 37               | 7                    |
| Жінки    | 66      | 19                 | 30               | 17                   |
| Разом    | 124     | 33                 | 67               | 24                   |